# Kvalifikacije za Hrvatsku republičku nogometnu ligu 1949.
Kvalifikacije za Hrvatsku republičku nogometnu ligu 1949. godinu su igrane po završetku natjecanja u zonama Prvenstva Hrvatske za 1948./49. u kojima su sudjelovali najbolji klubovi iz zonskih prvenstava. Zbog prebacivanja netjecateeljske sezone na kalenarsku godinu, Hrvatska liga je igrana za 1950. godinu. Zbog uvođenja Treće savezne lige, a širenja Hrvatske lige s 10 na 12 klubova, većina klubova iz kvalifikacija se plasirala u Hrvatsku ligu 1950.

## Prvi krug kvalifikacija
Igrano u lipnju i srpnju 1949. 
| mj. | klub             | ut. | pob. | ner. | por. | gol+ | gol- | bod |
| --- | ---------------- | --- | ---- | ---- | ---- | ---- | ---- | --- |
| 1.  | Sloboda Varaždin | 4   | 2    | 1    | 1    | 8    | 6    | 5   |
| 2.  | Dinamo Vinkovci  | 4   | 2    | 0    | 2    | 8    | 10   | 4   |
| 3.  | Slavija Karlovac | 4   | 1    | 1    | 2    | 6    | 6    | 3   |

| Sloboda - Dinamo  | 3:2, 2:3 |
| Dinamo - Slavija  | 3:1, 0:4 |
| Sloboda - Slavija | 2:0, 1:1 |

| mj. | klub           | ut. | pob. | ner. | por. | gol+ | gol- | bod |
| --- | -------------- | --- | ---- | ---- | ---- | ---- | ---- | --- |
| 1.  | Mladost Zagreb |     |      |      |      |      |      |     |
| 2.  | Rudar Raša     |     |      |      |      |      |      |     |
| 3.  | Dinara Knin    | 4   | 0    | 1    | 3    | 3    | 14   | 1   |

| Dinara - Mladost | 1:2, 0:4 |
| Dinara - Rudar   | 1:1, 1:7 |
|                  |          |

## Dodatne kvalifikacije
Igrane u studenom 1949. godine 
| Dinamo Vinkovci - Slavija Karlovac | 3:6, 0:3 | zbog naknadnih promjena sustava natjecanja i Dinamo i Slavija su se plasirali u Hrvatsku ligu |
| Jedinstvo Zagreb - Dinara Knin     | 2:1, 4:1 | Jedinstvo ostvarilo plasman u Hrvatsku ligu                                                   |